# Émile Deschamps
Émile Deschamps de Saint Amand (Bourges, 20 de febrero de 1791 - Versalles, 23 de abril de 1871, fue un poeta francés.

## Biografía
Deschamps había compuesto ya algunas poesías y, junto con Latouche, dos comedias, de las que una, Le Tour de faveur (1818), había tenido mucho éxito, cuando se produjo el movimiento romántico, convirtiéndose en uno de sus integrantes. Fundó en 1824, con Victor Hugo, la Muse française, en la que escribieron también Alfred de Vigny y Charles Nodier, entre otros. Deschamps insertó sus mejores piezas de poesía, y de artículos de crítica literaria, bajo el seudónimo del Le Jeune Moraliste. 
Aparte de algunos libretos de óperas, Émile Deschamps, poeta elegante y gracioso, escribió algunas piezas destacadas, versos de circunstancia, y una multitud de escritos en revistas literarias. Sus obras son preciosas para el estudio de la historia política. Es apreciada también la traducción que hizo en verso de las obras de Shakespeare, Romeo y Julieta (1839) y Macbeth (1814). Sus obras completas fueron publicadas en 1872-73. Émile Deschamps era hermano de Antony Deschamps.